# Floral Genome Project
Floral Genome Project (ang.) – wspólny projekt naukowy utworzony i prowadzony głównie pomiędzy Penn State University, University of Florida, oraz Cornell University mający na celu poznanie genetycznego podłoża powstawania, różnicowania i ewolucji budowy i funkcji kwiatów roślin.